# Margaret Nolan
| Margaret Nolan                            | Margaret Nolan                             |
| Kattints az alábbi külső linkek egyikére! | Kattints az alábbi külső linkek egyikére!  |
| ----------------------------------------- | ------------------------------------------ |
| Nem található szabad kép.(?)              |                                            |
| külső link · jogvédett                    | Képe a Silver Collectionból (Getty Images) |

Margaret Ann Nolan (Hampstead, London, Egyesült Királyság, 1943. október 29. – Belsize Park, London, 2020. október 5.), brit (angol) fotómodell, színésznő, képzőművész.

## Élete
Az 1960-as évek elején röviden Vicky Kennedy művésznevén dolgozott.
A Folytassa…  filmsorozatban többször jatszott.

## Filmszerepei
- 1963: Az Angyal kalandjai (The Saint, televíziós sorozat, egy epizód, Daisy
- 1964: Saturday Night Out, Julie
- 1964: The Beauty Jungle, Caroline
- 1964: Egy nehéz nap éjszakája (A Hard Day’s Night), nagypapa barátnője
- 1964: James Bond: Goldfinger, masszőz + az aranyozott lánytest
- 1964: It’s a Bare, Bare World!, Vicky
- 1964: Ferry Cross the Mersey, Norah
- 1965: Danger Man, tévésorozat, egy epizód, Mrs. Elliot
- 1965: Három szoba Manhattan-ban (Trois chambres à Manhattan), June
- 1965: Folytassa, cowboy! (Carry On Cowboy), Miss Jones
- 1965: Buddenbrooks, tévé-minisorozat, Babette
- 1966: Promise Her Anything, küldönc
- 1966: The Great St Trinian’s Train Robbery, , tévésorozat, Mercedes
- 1968: Boszorkányvadász generális (Witchfinder General), lány a kocsmában
- 1968: Don’t Raise the Bridge, Lower the River, Spink nővére
- 1969: Crooks and Coronets, barátnő
- 1969: A legjobb ház Londonban (The Best House in London), dúskeblű prostituált
- 1970: Toomorrow, Miss Johnson
- 1971: Folytassa, Henry! (Carry On Henry), bögyös lány a pajtában
- 1971: Folytassa, amikor Önnek megfelel! (Carry On at Your Convenience), Popsy
- 1972: Minden lében két kanál (The Persuaders!), televíziós sorozat, egy epizód, Sophie
- 1972: Téboly (Frenzy), fiatal nő
- 1972: Új Scotland Yard (New Scotland Yard), tévésorozat, egy epizódban, Gudrun Lindblom
- 1972: Folytassa, főnővér! (Carry On Matron), Mrs. Tucker
- 1973: Csak semmi szexet, kérem, angolok vagyunk (No Sex Please – We’re British), Barbara
- 1973: Folytassák, lányok! (Carry On Girls), Dawn Brakes
- 1973: A bor nem válik vízzé (Last of the Summer Wine), tévésorozat, egy epizód, Connie
- 1974: Folytassa, Dick! (Carry On Dick), Lady Daley
- 1975: The Sweeney, tévésorozat, egy epizód, Betty
- 1981: Utolsó látogatás (Brideshead Revisited), tévé-minisorozat, Effie
- 1973–1983: Crown Court, tévésorozat, négy epizód, Angela Mercer / Frances O’Reilly
- 1986: Gunbus, pincérlány
- 2011: The Power of Three, Margaret úrhölgy
- 2021: Last Night in Soho

## További információ
- Hivatalos oldal
- Margaret Nolan a PORT.hu-n (magyarul)
- Margaret Nolan az Internetes Szinkronadatbázisban (magyarul)
- Margaret Nolan az Internet Movie Database-ben (angolul)
- Margaret Nolan a Rotten Tomatoeson (angolul)
- Margaret Nolan az AlloCiné weboldalán (franciául)
- Margaret Nolan Profile. Famousfix.com). (Hozzáférés: 2023. február 2.)
- ↑ AndrewRoss:  Andrew Ross. Carry On Actors: The Complete Who’s Who of the Film Series (angol nyelven). Fantom Publishing (2015). ISBN 1-906358-95-8
- ↑ RobertRoss:  Robert Ross. The Carry On Companion. London: B.T. Batsford (2002). ISBN 0-7134-8771-2

## Fordítás
- Ez a szócikk részben vagy egészben  a   Margaret Nolan című német Wikipédia-szócikk fordításán alapul.  Az eredeti cikk szerkesztőit annak laptörténete sorolja fel. Ez a jelzés csupán a megfogalmazás eredetét és a szerzői jogokat jelzi, nem szolgál a cikkben szereplő információk forrásmegjelöléseként.